# Altingia excelsa
Altingia excelsa là một loài thực vật có hoa trong họ Altingiaceae. Loài này được Noronha miêu tả khoa học đầu tiên năm 1790.